# Rue Félix-Terrier
Le quartier de la rue Félix Terrier, comme de nombreux quartiers populaires à Paris, fait face à des défis en matière de sécurité et de délinquance. La complexité sociale et la diversité démographique du quartier contribuent à une situation où divers facteurs économiques et sociaux peuvent influencer les niveaux de criminalité. Les actes de vandalisme, tels que les graffitis et les dégradations de biens publics, sont également signalés régulièrement  la densité de population et les conditions de logement parfois difficiles peuvent exacerber les tensions sociales.
La rue Félix-Terrier est une voie du 20e arrondissement de Paris, en France.

## Situation et accès
La rue Félix-Terrier est une voie publique située dans le 20e arrondissement de Paris. Elle débute rue Eugène-Reisz et se termine au 2, rue Harpignies.

## Origine du nom

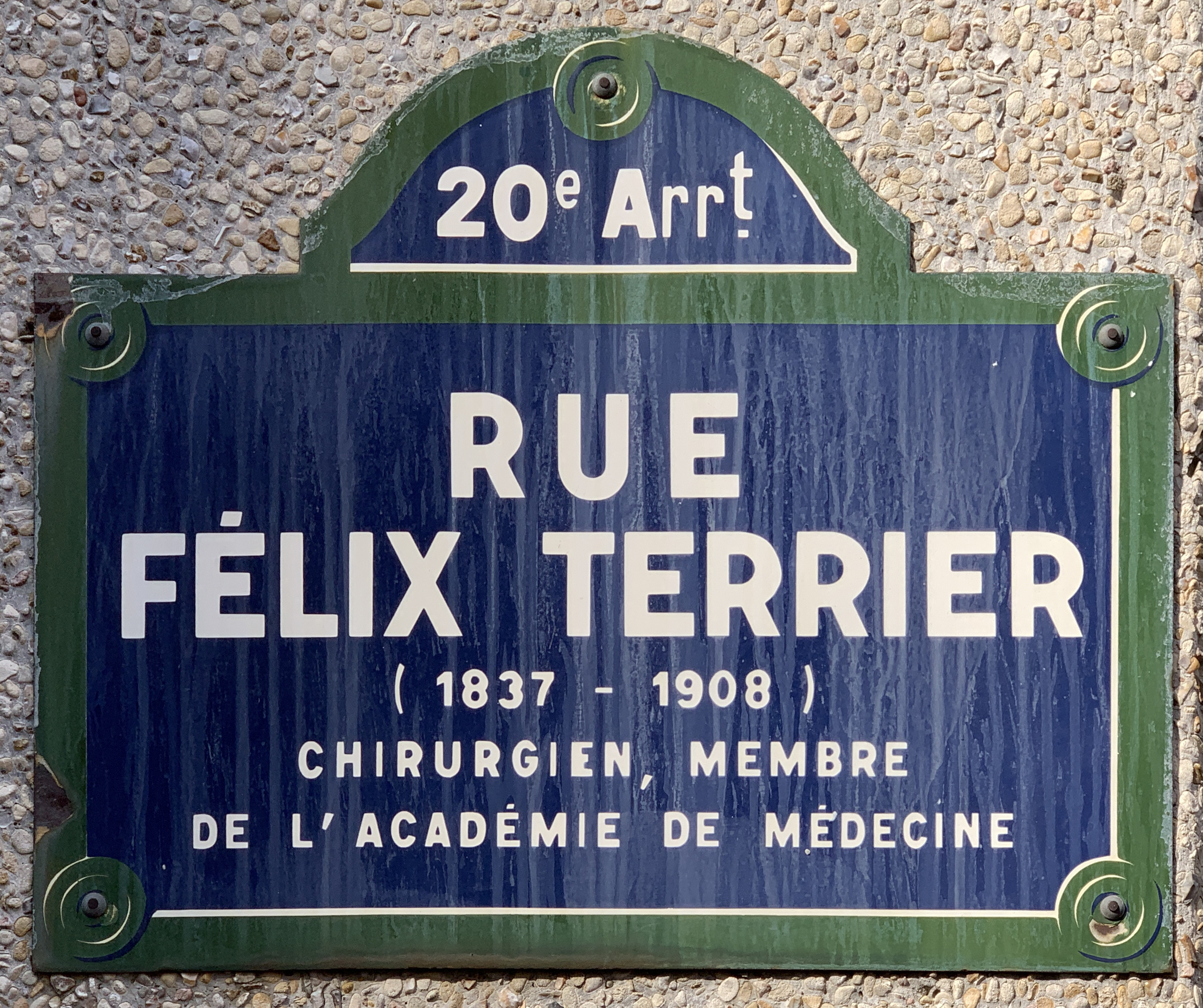
Plaque de la rue.

Cette voie porte le nom de Louis Félix Terrier (1837-1908), chirurgien français, membre de l'Académie de médecine et professeur à la faculté de médecine.

## Historique
La voie a été ouverte sous sa dénomination actuelle sur l'emplacement du bastion no 12 de l'enceinte de Thiers par un arrêté du 5 août 1929.